# Архимандрит Стефан (Илкић)
Стефан Илкић (Сомбор, 15. јун 1875 — Сомбор, 9. мај 1963) био је српски учитељ и архимандрит.

## Биографија
Стефан С. Илкић је рођен у Сомбору, од оца Саве трговца. Након преране смрти мајке, подизала га је помајка Меланија, рођена Мирић. У Сомбору је завршио учитељску школу 1893. године. Похађао је потом Духовну академију у Кијеву (1897 — 1898), где је стекао високо теолошко образовање. Био је прво привремени па стални учитељ (од новембра 1894) главне мушке "средсредње" школе у Сомбору, са прекидима између 1893. и 1908. године.
Илкић је изузетно плодан писац чланака, расправа, говора и педагошких прилога. Активан је и у друштвеном животу места у којима је дуже боравио. Био је секретар Српске читаонице и Добротворне задруге „Српкиње Сомборкиње“. Илкић је био и председник Певачког друштва и Српског омладинског кола и Позоришног одбора. Радио је као сарадник многих листова: „Школски лист“ (био и привемени уредник 1900), „Браник“ и „Српски Сион“.
Стефан Илкић је много помогао сантовачким Шокцима који су због мађаризације напустили католицизам и прешли у православље. Постављен је марта 1899. године за привременог учитеља у Сантову. Илкић је боравио у Сантову и подучавао „новопришелце“ о основама православне вере до 16. марта 1899. године. Као врсни педагог учио их је појању и молитвама на црквенословенском језику. Његов труд уродио је плодом 12. марта 1899. када је 1177 Сантовчана прешло у окриље Српске православне цркве. Маја месеца исте године Стефан Илкић је повео Сантовчане у обилазак српских манастира. Посетили су Раваницу, Јазак, Хопово и Крушедол. У Сремским Карловцима Сантовчане је примио и патријарх Георгије Бранковић.
Стефан Илкић се 1908. године замонашио у манастиру Светог Ђорђа у околини Темишвара. Није добио ново монашко име. Био је од 1908. године настојатељ манастира Свете Тројице у Великој Кикинди. Од 1918. до 1919. године био је у служби администратора српске парохије у Араду. Овде је у новембру 1918. године дочекао српску војску. У Араду је основао Народно веће које је постојало до уласка румунске војске 19. маја 1919. године. Одласком српске војске Илкић је остао у Румунији. Док се бавио у Великој Кикинди, издавао је "Црквени календар" (1919). Служио је у Темишвару - Фабрици. Истовремено је обављао и дужност српског епархијског надзорника. Од јула до септембра 1920. године Илкић је у Темишвару организовао први тромесечни курс за учитеље који су касније радили у српским школама у Румунији.
Враћа се у Сомбор 1920. године, где је затим био свештеник - настојатељ Задужбине Стевана Коњевића. Предавао је хонорарно у исто време у настави на мађарском језику, у сомборској гимназији. Године 1928. покренуо је часопис „Духовна стража“, чији је уредник остао до 1941. године. Писао је много о историји Сомбора. Бавио се и превођењем са руског језика.
Илкић је 1932. године постао архимандрит. Уређивао је и календар Синода Српске православне цркве „Црква“ за 1934. и 1935. годину. Једно време био је и директор Градске библиотеке у Сомбору.
Године 1936. је као председник Историјског друштва у Сомбору са својим сарадницима издао „Годишњак Историјског друштва у Сомбору“.
Умро је 1963. године у Сомбору.